# Luis Pacheco Báez
Luis Felipe Pacheco Báez (Osorno, Región de Los Lagos, Chile; 20 de marzo de 1992), es un futbolista chileno, juega como mediocampista.

## Carrera
Luis comenzó en las categorías inferiores de Colo-Colo el año 2010 y después se trasladó a Iberia de los Ángeles el año 2011.
El 2012 fue fichado por Naval, donde solo disputó algunos partidos. En 2013 llega a Deportes Concepción en donde más destacó y participaciones tuvo. A mediados del 2015, el mediocampista arriba a Magallanes, equipo de la Primera B, esperando tener continuidad en el equipo para comienzos del 2016.

## Clubes
| Club                | País  | Año       |
| ------------------- | ----- | --------- |
| Iberia              | Chile | 2011-2012 |
| Naval               | Chile | 2012-2013 |
| Deportes Concepción | Chile | 2013-2015 |
| Magallanes          | Chile | 2015-2017 |
| Naval               | Chile | 2017      |
| Iberia              | Chile | 2018      |
| Deportes Recoleta   | Chile | 2019      |
| Fernández Vial      | Chile | 2020-2021 |

- Datos: Q17478193